# Индекс подобия Земле

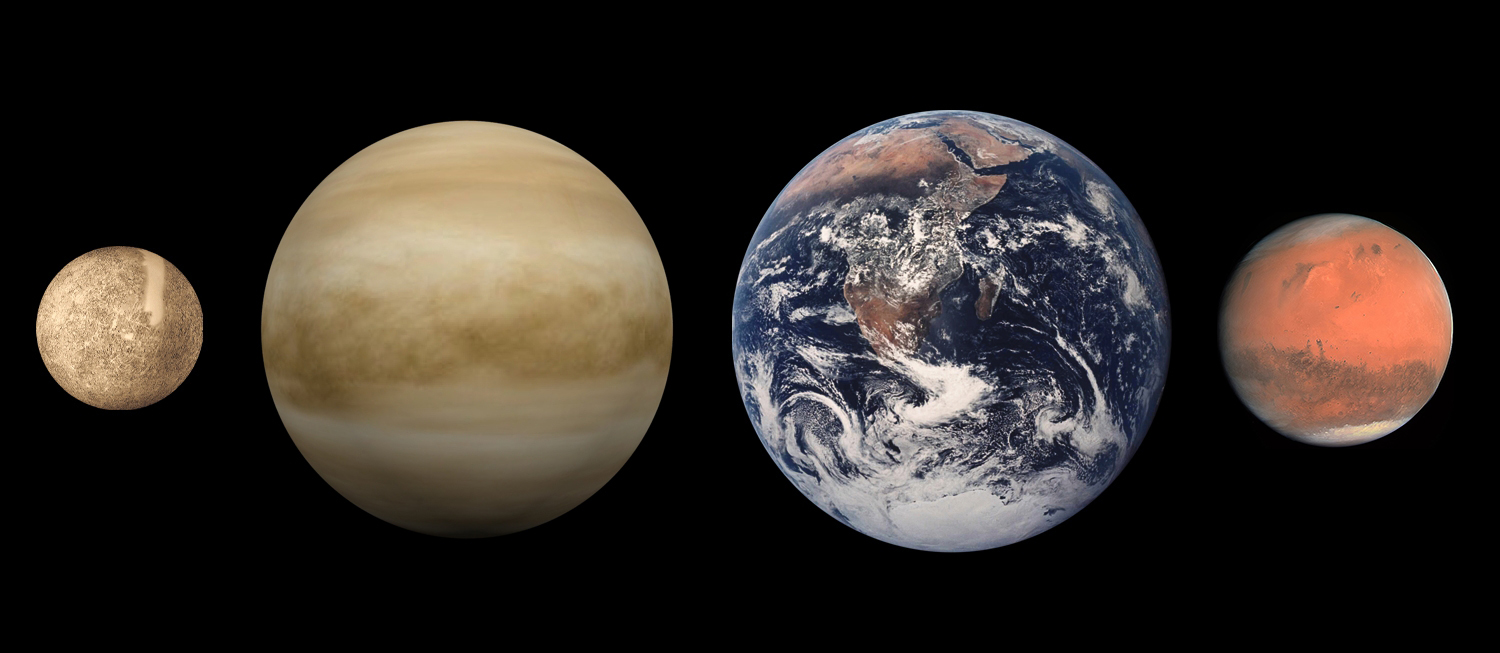
Меркурий, Венера, Земля, Марс

Индекс подобия Земле (англ. Earth Similarity Index, ESI) — индекс пригодности планеты или спутника для жизни, разработанный международной группой учёных, которую составили астрономы, планетологи, биологи и химики.
ESI должен помочь ответить на вопрос, могут ли существовать условия, похожие на земные, на других небесных телах. Так как эмпирически пока известно, что только земные условия могут поддерживать жизнь на планете, индекс некоторого небесного тела строится на нескольких факторах его физического сходства с Землёй: размер, масса, плотность, расстояние от звезды и температура на планете.
Индекс ESI со временем будет пополняться и корректироваться.

## Рейтинги ESI для некоторых объектов

### Планеты, имеющие высокий ESI

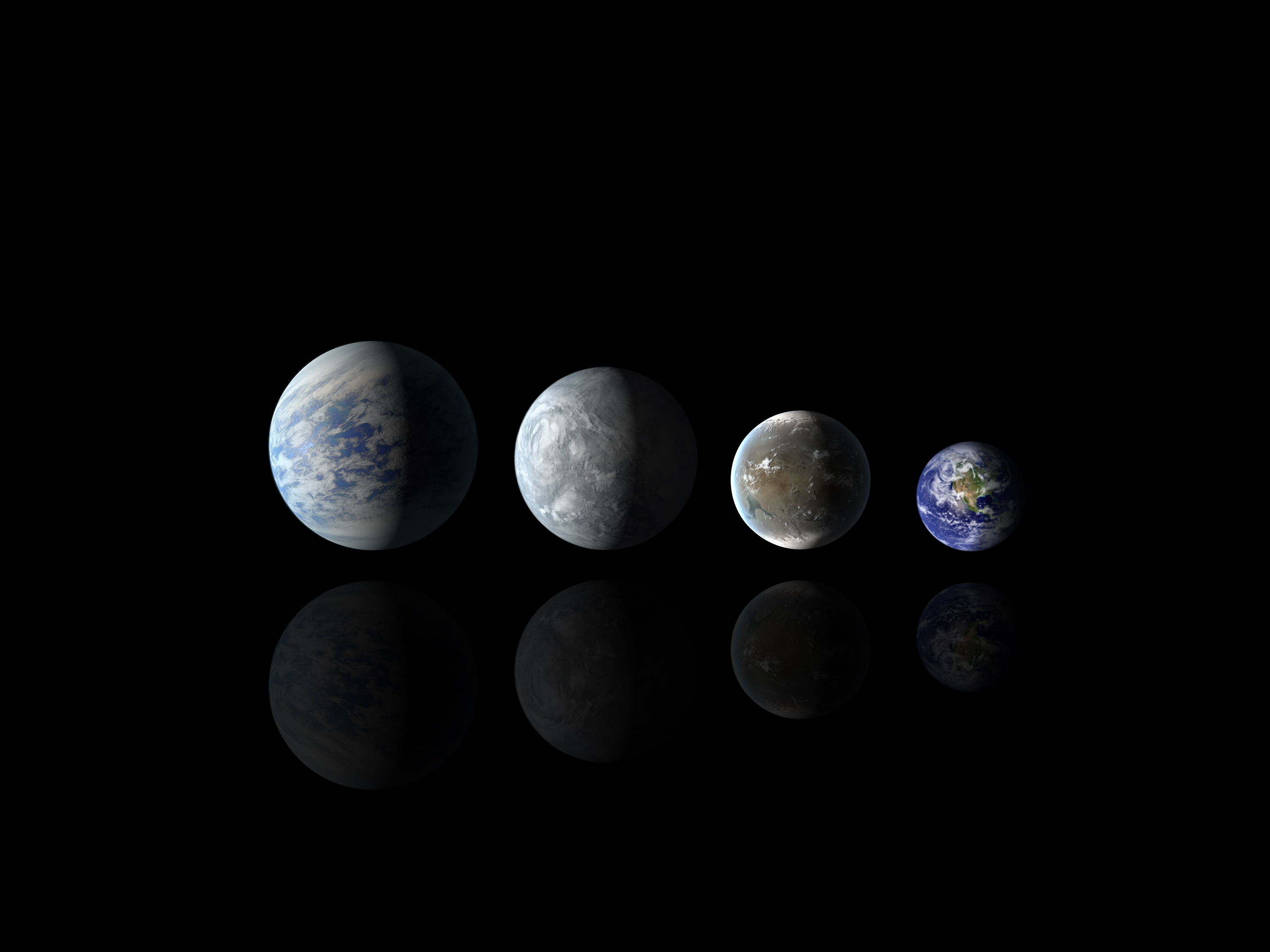

Для некоторых небесных тел как Солнечной системы, так и других звёздных систем учёными были даны оценки индекса ESI. Для Земли индекс ESI равен максимальному значению — 1, так как он основан на земных условиях существования жизни. Довольно высоко оценены Меркурий и Луна — небесные тела, не имеющие атмосферы, с высоким перепадом дневной и ночной температур на поверхности.
Экзопланеты же, приведённые в таблице, имеют не только значительное физическое сходство с Землёй, но и находятся в обитаемой зоне, что делает возможным существование океанов, озёр и рек.
| #   | Название      | ESI  | SPH  | HZD   | HZC   | HZA   | pClass              | hClass            | Расстояние (св. л.) | Статус                                                | Год открытия       |
| --- | ------------- | ---- | ---- | ----- | ----- | ----- | ------------------- | ----------------- | ------------------- | ----------------------------------------------------- | ------------------ |
| н/д | Земля         | 1.00 | 0.72 | −0.50 | −0.31 | −0.52 | G-теплая земля      | мезопланета       | 0                   | не-экзопланета                                        | доисторический     |
| 1   | Kepler-438 b  | 0.88 | 0.88 | −0.93 | −0.14 | −0.73 | M-теплая земля      | мезопланета       | 473                 | подтверждена                                          | 2015               |
| 2   | Kepler-296 e  | 0.85 | ???  | ???   | ???   | ???   | M-теплая земля      |                   | 1692                | подтверждена                                          | 2014               |
| 3   | Глизе 667 C c | 0.84 | 0.64 | −0.62 | −0.15 | +0.21 | M-теплая земля      | мезопланета       | 24                  | подтверждена                                          | 2011               |
| 4   | Kepler-442 b  | 0.84 | 0.98 | −0.72 | −0.15 | +0.28 | K-теплая земля      | мезопланета       | 1115                | подтверждена                                          | 2015               |
| 5   | Kepler-62 e   | 0.83 | 0.96 | −0.70 | −0.15 | +0.28 | K-теплая суперземля | мезопланета       | 1200                | подтверждена                                          | 2013               |
| 6   | Kepler-452 b  | 0.83 | ???  | ???   | ???   | ???   | G-теплая суперземля | мезопланета       | 1402                | подтверждена                                          | 2015               |
| 7   | Глизе 832 c   | 0.81 | 0.96 | −0.72 | −0.15 | +0.43 | M-теплая суперземля | мезопланета       | 16                  | подтверждена                                          | 2014               |
| 8   | KOI-3010.01   | 0.84 | 0.63 | −0.88 | −0.16 | −0.06 | K-теплая суперземля | мезопланета       | 1080                | неподтвержденная экзопланета, обнаруженная «Кеплером» | 2011               |
| н/д | Марс          | 0.70 | 0.00 | +0.33 | −0.13 | −1.12 | теплая субземля     | гипопсихропланета | 0                   | не-экзопланета                                        | ок. 1500г. до н.э. |
| н/д | Меркурий      | 0.60 | 0.00 | −1.46 | −0.52 | −1.37 | горячий меркурий    | гипертермопланета | 0                   | не-экзопланета                                        | 1631               |
| н/д | Венера        | 0.44 | 0.00 | −0.93 | −0.28 | 1.37  | теплая земля        | гипертермопланета | 0                   | не-экзопланета                                        | 1639               |